# Lex Manciana

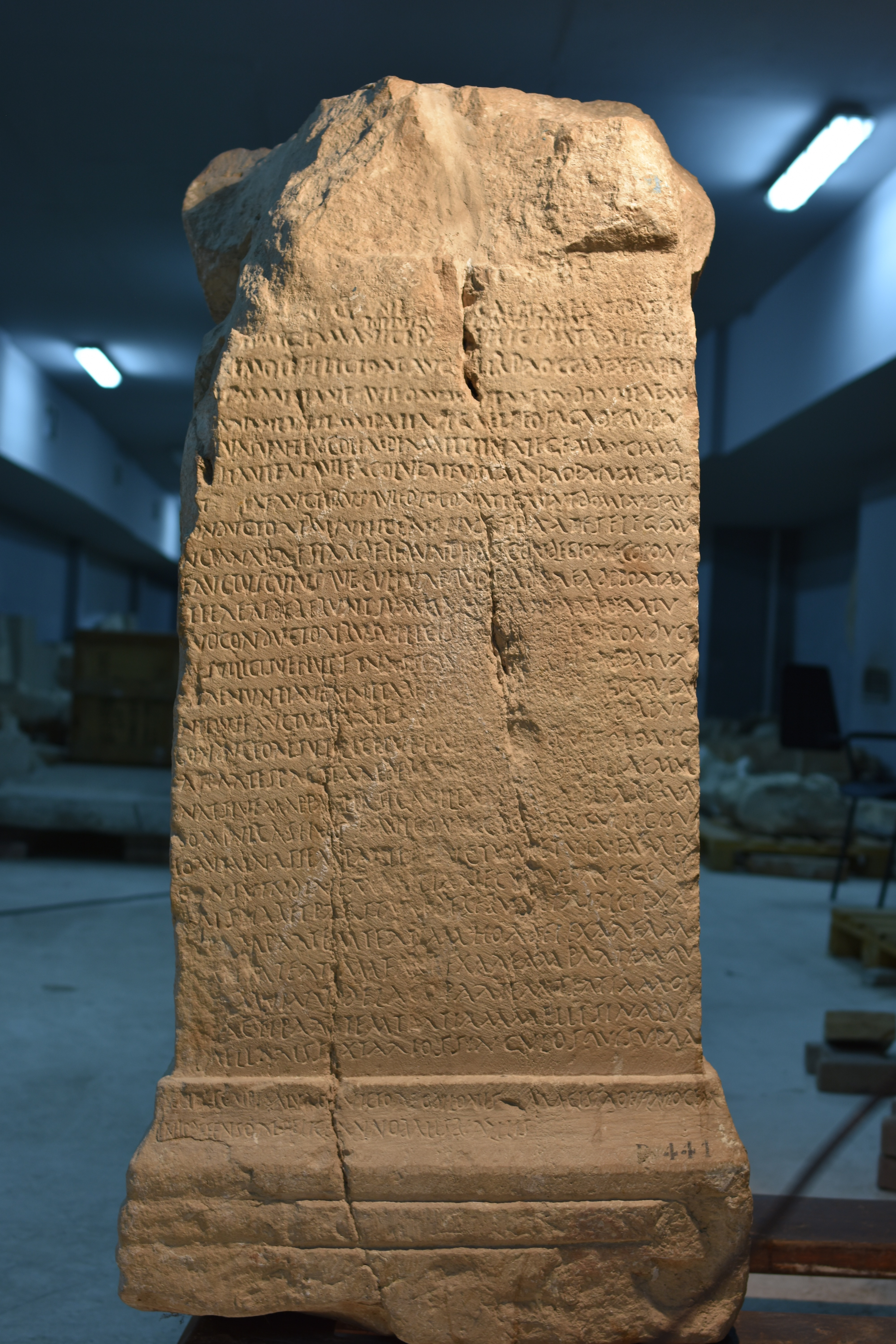
Cara 1 de la inscripció d'Henchir Mettich

La lex Manciana és un reglament contractual d'època imperial romana, conegut només a la província de l'Àfrica Proconsular, per a l'explotació de terres agrícoles mitjançant un sistema d'amitges. Segons aquest reglament, l'amitger o colon parcer pagava una part de la collita directament al propietari de la terra o bé a un intermediari (conductor). Tot i que els textos més importants que l'esmenten fan referència a terres de propietat imperial, es creu que en origen va ser un contracte establert per un propietari privat del segle I d. C., Titus Curtilius Mancia, que posseïa grans propietats al nord d'Àfrica. Posteriorment, aquest contracte esdevingué un model que fou adaptat per a les terres de l'emperador.

## Fonts escrites

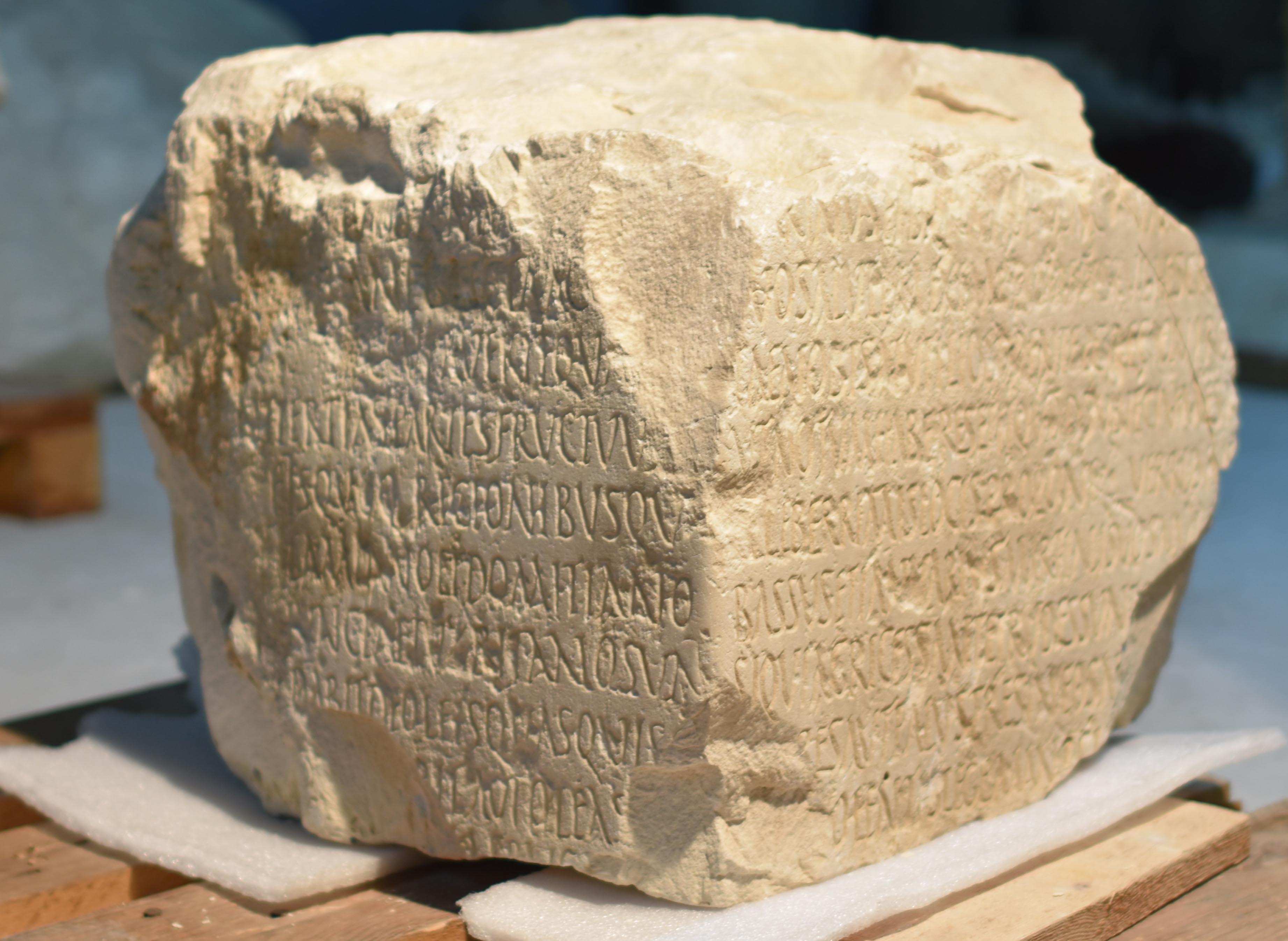
Bloc d'Aïn Jammala conservat al Museu del Bardo (cares 4 i 1)